# Caesalpinia pilosa
Caesalpinia pilosa är en ärtväxtart som beskrevs av George Bentham. Caesalpinia pilosa ingår i släktet Caesalpinia och familjen ärtväxter. Inga underarter finns listade i Catalogue of Life.